# Ливија Орестила
Ливија Орестила или Корнелија Орестила била је римска царица 37. или 38. године, односно жена цара Калигуле.

## Биографија
Ливија је прво била удата за Гаја Калпурнија Пизона. Међутим, убрзо је приморана да се разведе како би Калигула могао да је ожени. Према Касију Диону и Светонију, то се догодило током прославе венчања. Следећег дана је Калигула изјавио да се оженио у традицији Ромула и Августа који су такође украли жене од других мушкараца. Неколико дана касније се развео од Ливије, а две године касније је протерана под оптужбом да се поново удала.